# Carl Kleineidam

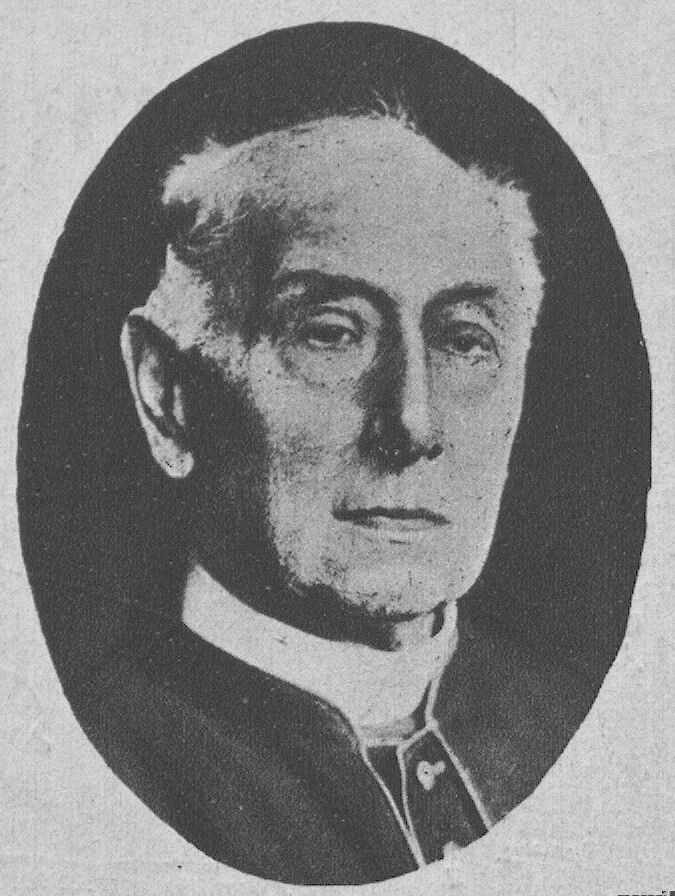
Carl Kleineidam

Carl Kleineidam, auch Karl Kleineidam, (* 3. April 1848 in Hohengiersdorf, Landkreis Grottkau; † 11. Juni 1924 in Giersdorf) war Fürstbischöflicher Delegat für Brandenburg und Pommern und Propst der St.-Hedwigs-Kirche in Berlin. 

## Leben
Kleineidam war 1870 Soldat im Deutsch-Französischen Krieg. Er empfing am 17. April 1874 in Breslau die Priesterweihe. Während des Kulturkampfes war er von 1875 bis 1884 im britischen Bistum Clifton tätig. 1884 wurde er Religionslehrer in Freiwaldau (heute: Gozdnica). 1887 übernahm er die Pfarrstelle an der Herz-Jesu-Kirche in Charlottenburg. 1899 wechselte er als Erzpriester nach Naumburg am Queis (heute: Nowogrodziec).
Am 30. Mai 1905 erfolgte die Ernennung zum Propst der St.-Hedwigs-Kirche in Berlin und 1906 die Ernennung zum Fürstbischöflichen Delegaten für Brandenburg und Pommern sowie die Ernennung zum Ehrendomherrn des Breslauer Doms. 1920 wurde er durch Papst Benedikt XV. zum Apostolischen Protonotar ernannt. Zusammen mit dem Breslauer Weihbischof Karl Augustin erhielt er die Ehrendoktorwürde der Schlesischen Friedrich-Wilhelms-Universität zu Breslau. 1920 ging er in den Ruhestand.
Kleineidam weihte unter anderem die Kirche St. Antonius von Padua in Oberschöneweide, die Pfarrkirche zur Heiligen Familie in Rüdersdorf, St. Elisabeth in Schöneberg, die Herz-Jesu-Kirche in Bernau und St. Maria Meeresstern in Werder.